# Museu Marítimo Ria de Bilbau
O Museu Marítimo Ria de Bilbau (em basco: Bilboko Itsasadarra Itsas Museoa) é um museu situado na cidade de Bilbau, capital da província da Biscaia, País Basco, Espanha. Está instalado no espaço junto à ria de Bilbau anteriormente ocupado pelos docas dos estaleiros Euskalduna, no bairro de Indáuchu (distrito de Abando), na mesma área onde se encontram a Ponte Euskalduna e o Palácio Euskalduna.
Foi inaugurado a 20 de novembro de 2003 e quando celebrou o quinto aniversário, em 2008, tinha sido visitado por 323 000 pessoas, recebido 28 embarcações e acolhido 21 exposições temporárias. As suas exposições pretendem difundir o património marítimo ligado à ria de Bilbau e às suas vizinhanças. A exposição permanente consta de vários objetos ligados à história marítima da cidade e várias embarcações construídas nos diversos estaleiros da Ria, instaladas nas docas do antigo estaleiro. Além das embarcações reais, há também uma coleção de maquetas de outros barcos construídos em Bilbau, e uma reprodução da "Falua do Consulado", um navio usado em atos protocolares ou de especial relevância pelo antigo Consulado de Bilbau, a autoridade marítima da cidade.
O museu ocupa uma área de 27 000 m², repartidos entre o interior com cerca de 5 000 m² e um espaço aberto exterior quatro vezes maior, onde se conservam as docas do antigo estaleiro além da grande grua restaurada conhecida como La Carola.
A Sociedad Euskalduna de Construcción y Reparación de Buques, proprietária dos antigos estaleiros, foi constituída em 1900 e marcou o arranque da construção naval moderna em Bilbau.

## Grua Carola
Símbolo do museu, esta grande grua foi construída entre os anos 1954 e 1957 pela empresa Talleres de Erandio e alegadamente foi a máquina de elevação mais potente de toda a Espanha. Tinha capacidade para elevar 60 toneladas e era usada na construção de grandes barcos. Funcionou até 1984, quando os estaleiros foram encerrados. A grua ficou sem uso e foi objeto de alguns atos de vandalismo antes de ser adquirida pelo Ayuntamiento de Bilbau que a doou, juntamente com o resto das instalações do estaleiro (docas secas e casa das bombas) à Deputação Foral da Biscaia (órgão executivo da administração provincial) para que fizesse parte do museu.
A construção da grua foi feita com base em perfis rebitados, unindo as chapas que formam a estrutura mediante parafusos aquecidos a 900 graus, que eram incrustados com um martelo. A cabina de comando situa-se a 35 metros do solo e o topo a 60 metros- Movia-se sobre carris para poder deslocar-se pelo molhe. O motor principal, de 65 CV de potência, foi construído pela empresa bilbaína Elorriaga Industria Eléctrica de Zorrozaurre.
A Carola deve o seu nome a uma mulher que cruzava a ria num "gasolino" (pequeno barco a motor) desde Deusto para ir trabalhar nos escritórios das finanças. A rapariga era de tal forma atraente que chegava a fazer parar a produção do estaleiro quando passava.